# Crataegus coleae
Crataegus coleae är en rosväxtart som beskrevs av Charles Sprague Sargent. Crataegus coleae ingår i hagtornssläktet som ingår i familjen rosväxter. Inga underarter finns listade i Catalogue of Life.